# Vladimír Koiš
Vladimír Kos (31 marzo 1936 – Praga, 17 settembre 2017) è stato un calciatore cecoslovacco, di ruolo attaccante.

## Carriera

### Club
Ha trascorso tutte le dieci stagioni (dal 1958 al 1968) della sua carriera nella prima divisione cecoslovacca, che ha anche vinto in due occasioni.

### Nazionale
Fece parte della nazionale cecoslovacca che fu finalista perdente nei Mondiali del 1962, a cui si aggregò l'8 giugno con lo scopo di rafforzare il reparto offensivo.

## Palmarès

### Club

#### Competizioni nazionali
- Campionato cecoslovacco: 2

Sparta Praga: 1964-1965, 1966-1967